# 凱尼鎮區 (阿肯色州利特爾里弗縣)
凯尼鎮區（英語：Caney Township）是位於美國阿肯色州利特爾里弗縣的一個行政鎮區。

## 地方資料
凯尼鎮區的面積為60.19平方千米，當中陸地面積為59.21平方千米，而水域面積為0.98平方千米。根據2010年美國人口普查的數據，當地共有人口314人，而人口密度為每平方千米5.22人。